# Муто, Юки
Юки Муто (яп. 武藤 雄樹; род. 7 ноября 1988, Канагава) — японский футболист, нападающий клуба «Касива Рейсол».

## Биография

### Клубная карьера
На взрослом уровне начинал играть в футбол в студенческом клубе «Университет Рюцу Кейдзай», выступая в одной из низших японских лиг. В 2011 году подписал контракт с клубом высшей лиги «Вегалта Сэндай». В дебютный сезон сыграл за команду лишь 5 матчей, но в дальнейшем смог закрепиться в основном составе. В 2013 году принимал участие в групповой стадии Лиги чемпионов АФК, где сыграл 5 из 6 матчей. В 2015 году подписал контракт с «Урава Ред Даймондс». В составе клуба стал победителем Лиги чемпионов АФК 2017, выигрывал Кубок Императора и Кубок Джей-лиги, принимал участие в клубном чемпионате мира 2017. По ходу сезона 2021 перешёл в «Касива Рейсол».

### Карьера в сборной
Единственный вызов в сборную Японии получил в августе 2015 года для участия в финальной стадии Кубка Восточной Азии. На турнире он сыграл в матчах против КНДР и Китая и отметился забитым голом в обоих матчах, став лучшим бомбардиром турнира.

## Достижения
«Урава Ред Даймондс»
- Победитель Лиги чемпионов АФК: 2017
- Обладатель Кубка Императора: 2018
- Обладатель Кубка Джей-лиги: 2016
- Победитель Кубка обладателей Кубка Джей-лиги и Южноамериканского кубка: 2017

Сборная Японии
- Лучший бомбардир Кубка Восточной Азии 2015 (2 гола)